# Sinestetičnost
Sinestétičnost, sinestezíja (grško synaithesis, syn 'skupaj' in aisthēsis 'občutek') je zaznavni pojav, ki se zgodi, ko dražljaj ene čutne poti sproži občutek iste čutne poti, hkrati pa se nehoteno sproži še občutek druge čutne poti. Ljudje s sinestezijo lahko zaznavajo barve med poslušanjem glasbe, občutijo različne okuse ob pogledu na besede ali vidijo različne oblike ob zaznanih vonjavah. Gre za nevrološko mešanje čutov. Osebe s sinestezijo imenujemo sinesteti.
Sinestetični občutek nastane tako, da v okolju obstaja nek dražljaj, ki deluje kot sprožilec in sproži zaznavo. Hkrati se zraven poveže še dodatna zaznava in tako občutimo dva občutka ali več. Sinestezija je kakršnakoli kognitivna povezava dveh poti. Ker obstaja zelo veliko možnih kombinacij povezav med našimi čutili in zaznavami, obstaja vsaj 60 različnih vrst sinestezije. Nekateri strokovnjaki sumijo, da bi jih lahko bilo tudi več kot 150. Obstajajo torej različne vrste, se pa tudi posamezniki z istim tipom med seboj razlikujejo. Nekdo lahko številko 3 zaznava kot rumeno, drug pa kot zeleno.
Najzgodnejši zapisi o sinesteziji segajo v leto 1690, ko je John Locke, akademik in profesor Univerze v Oxfordu, zabeležil pričanje slepega človeka, ki je dejal, da je ob zvoku trobente občutil škrlatno rdečo barvo. Ni povsem gotovo, če je bil to res primer sinestezije ali samo metafora za njegovo doživljanje. Prvi medicinski opis pa je dal nemški zdravnik Georg Tobias Ludwig Sachs leta 1912.

## Vrste sinestezije
Obstaja veliko različnih vrst sinestezije, ki povezujejo dve ali več čutil, jih pa prvotno delimo na:
- projekcijske sinestezije (angleško projective synesthesia), ko oseba vidi barve in oblike ob sprožilcu
- asociativne sinestezije (angleško associative synesthesia), ko oseba čuti močno povezavo med zaznavo in sprožilcem

Primer na posamezniku s kromestezijo ali barvno sinestezijo (povezava zvoka z barvo): projekcijski sinestet bi ob zvoku trobente videl oranžen trikotnik v zraku, asociativni sinestet pa bi ob zvoku mislil, da zveni oranžno.
Obstaja torej veliko različnih vrst, so pa nekatere bolj pogoste kot druge. Vrste, ki sprožijo barve, so najpogostejše in med sinesteti predstavljajo kar 86 %. Od tega 18–41 % predstavljajo povezave med glasbo in barvo.

### Dan-barva sinestezija
Je ena od pogostejših oblik, kjer posamezniki vidijo ali asociirajo dneve tedna z barvo.

### Grafem-barva sinestezija
Prav tako ena od pogostejših. Posamezniki grafeme (angleško graphems), ki jih predstavljajo črke in številke zaznavajo obarvane z določeno barvo. Na splošno velja, da različni ljudje vidijo različne barve v povezavi z različno črko, so pa raziskave, v katerih je sodelovalo veliko sinestetov, pokazale skupne značilnosti pri določenih črkah (npr. A je pogosto rdeč, O je črn ali bel, S je rumen...).

### Kromestezija ali barvna sinestezija
Ob zaznanem zvoku se pojavi barva. Fotizmi (angleško photisms) so zvoki, ki sprožijo barve. Lahko so vsakodnevni, lahko so posamezni toni ali bolj kompleksna melodija. Posamezniki s sinestezijo, ki je povezana z glasbo, imajo lahko tudi absolutni posluh (angleško perfect pitch), saj jim zmožnost, da slišijo in vidijo barve, lahko pomaga prepoznati določen ton.

### Avditivno-taktilna sinestezija
Osebe s to vrsto sinestezije ob določenih zvokih lahko občutijo dotik na določenem delu telesa ali pa neko čutno senzacijo. To je lahko podobno občutku mravljincev, ki jih občuti večina ljudi. Medtem ko je ta vrsta sinestezije precej redka, lahko podobno senzacijo, ki jo imenujemo ASMR, doživi veliko ljudi.

### Kinestetična sinestezija
Je ena najredkejših sinestezij in je kombinacija različnih tipov. Ob premikanju oseba doživlja zaznavanje barv, svetlobne vzorce, glasbeni ton, lahko pa določen dotik ali telesni gib sproži občutek barvne ali besedne asociacije.

### Leksikalno-okusna sinestezija
Besede ali glasovi sprožijo zaznavanje okusa. Pri izgovoru besede se lahko pojavi sladek, slan, grenak ali kisel okus. Lahko pa imajo določene besede prav specifičen okus, npr. beseda »sneg« ima lahko okus jagod.

### Sinestezija zrcalnega dotika
Pri tej obliki sinestezije posameznik občuti fizične občutke na svojem telesu, ko jih občuti druga oseba na svojem. Takši ljudje so se izkazali tudi za bolj empatične, saj so zrcalni nevroni, ki so v motoričnih delih možganske skorje, povezani tudi z empatijo.

### Mizofonija
Spada med nevrološke motnje, pri kateri osebi določen zvok (npr. žvečenje, glasno dihanje, tipkanje na tipkovnici, zvok brisalcev) sproži čustveno reakcijo. Lahko je blaga anksioznost, nelagodje, želja po umiku, odpor, lahko pa močnejša, kot so gnus, panika, jeza, bes, sovraštvo. Vzrok še ni znan, vendar gre za povezavo limbičnega sistema, ki nadzoruje čustva, in avditornega oz. slušnega korteksa.

### Ordinalna jezikovna personifikacija
Zelo redka oblika, pri kateri oseba človeške lastnosti pripisuje številkam, dnevom, mesecem.

## Zanimivosti
- Čeprav je sinestezija opredeljena kot nevrološka motnja, ni vključena v seznama duševnih motenj DSM-IV (Diagnostični in statistični priročnik duševnih motenj, 4. izdaja) in MKB-10 (Mednarodna klasifikacija bolezni, 10. izdaja), saj v večini primerov ne vpliva na dnevno funkcioniranje posameznika.[15] Sinesteti občutke opisujejo kot prijetne ali nevtralne.
- Pojavnost sinestezije je težko oceniti zaradi pristranskosti samoprijave (angleško self-referral bias). Ker se posamezniki sami prijavijo ali odločijo za sodelovanje v raziskavi, lahko povzročijo neravnovesje v vzorcu. Tak vzorec morda ni reprezentativen za širšo populacijo. Študija, ki velja za eno najbolj zanesljivih, je preučevala 500 naključno izbranih ljudi iz Glasgowa in Edinburgha ter pokazala 4,4-odstotno razširjenost sinestezije in devet njenih različic.[16]
- Velikokrat se ljudje sploh ne zavedajo, da njihovi možgani delujejo drugače, saj z drugačnim občutenjem živijo že celo svoje življenje in se ne zavedajo neobičajnosti. Pogosto ugotovijo, da je njihova izkušnja posebna šele naključno, v pogovoru z drugimi.[1]
- Razlike med sinesteti se kažejo tudi v tem, da nekateri pravijo, da so soglasniki bolj bujno obarvani, medtem ko drugi pravijo da so samoglasniki bolj bujnih barv.[7]
- Občutki, značilni za sinestezijo, se lahko pojavijo tudi pri ljudeh, ki niso sinesteti ob epilepsiji temporalnega režnja, poškodbah glave, možganski kapi, možganskih tumorjih, med meditacijo, globoko koncentracijo, senzorno deprivacijo ali pa zaradi uporabe psihedelikov, kot so LSD, meskalin in tudi marihuana.[17][18]
- Kofein, alkohol in tobačni izdelki sinestetom ne spremenijo doživljanj.[18]
- Vsaj en sinestet je imel sinestezijo, ki je povezovala vseh 5 čutil, in to je bil Solomon Šereševski.[19]
- Zaradi povezav med različnimi dražljaji imajo lahko sinesteti veliko prednost pri pomnjenju.[1]
- V Cambridgeu v Angliji so v študijah ugotovili, da je sinestezija pri ženskah šestkrat bolj pogosta kot pri moških.[20]
- Študije nakazujejo statistično povezavo med avtističnim spektrom in povečano pojavnostjo sinestezije, kar pomeni, da so osebe z avtizmom pogosteje sinesteti kot nevrotipični posamezniki.[21]
- Sinesteti so zelo pogosto kreativni.[1] Med slavne osebe, ki so poročale, da imajo sinestezijo štejemo: 
  - Ramin Djawadi - sodobni skladatelj, znan po svojem delu za televizijsko serijo Igra prestolov in film Iron Man
  - Kanye West je dejal, da vidi zvoke in da glasbo, ki jo ustvarja naredi kot sliko
  - Beyoncé
  - Billy Joel
  - Lorde
  - Billie Eilish
  - Pharrell Williams
  - Nikola Tesla